# O Giro da Meia-noite
O Giro da Meia-noite (no original em inglês, Walking Midnight) é uma história em quadrinhos publicada originalmente em dezembro de 2003 pela editora norte-americana DC Comics na 810ª edição da revista Action Comics. A história envolve a principal personagem da editora e daquela revista: o super-herói conhecido como Superman.
Escrita por Joe Kelly, com desenhos de Pascual Ferry, Duncan Rouleau, Renato Guedes e Jose Ángel "Kano" Cano, arte-final de Marlo Alquiza, Keith Champagne, Jaime Mendoza, Cam Smith, Jorge Correa, colorização de Guy Major e com sua capa desenhada pelo renomado Dave Bullock, que também contribuiu para a história como desenhista, a história não apresenta nenhum vilão no papel de antagonista e, bem diferente de outros trabalhos de Kelly com o personagem, como What's so Funny about Truth, Justice & the American Way? e A Batalha Final, sequer apresenta confrontações físicas entre Superman e algum outro personagem, mas apenas o herói, em alguns momento acompanhando de sua esposa Lois Lane, e em outros sozinho, voando através do globo terrestre de forma a presenciar a virada do Ano-Novo em diferentes fusos-horários, da Austrália e Japão, passando pela Itália e Brasil até a costa leste dos Estados Unidos.
A história foi produzida com a intenção de encerrar o período de Kelly a frente dos roteiros da revista, cargo que ocupava desde outubro de 1999, e foi vista pela crítica de forma positiva, embora tivesse baixa repercussão frente ao público, vendendo apenas cerca de 29 500 exemplares quando da sua publicação original.

## Histórico de produção

### Antecedentes e contexto

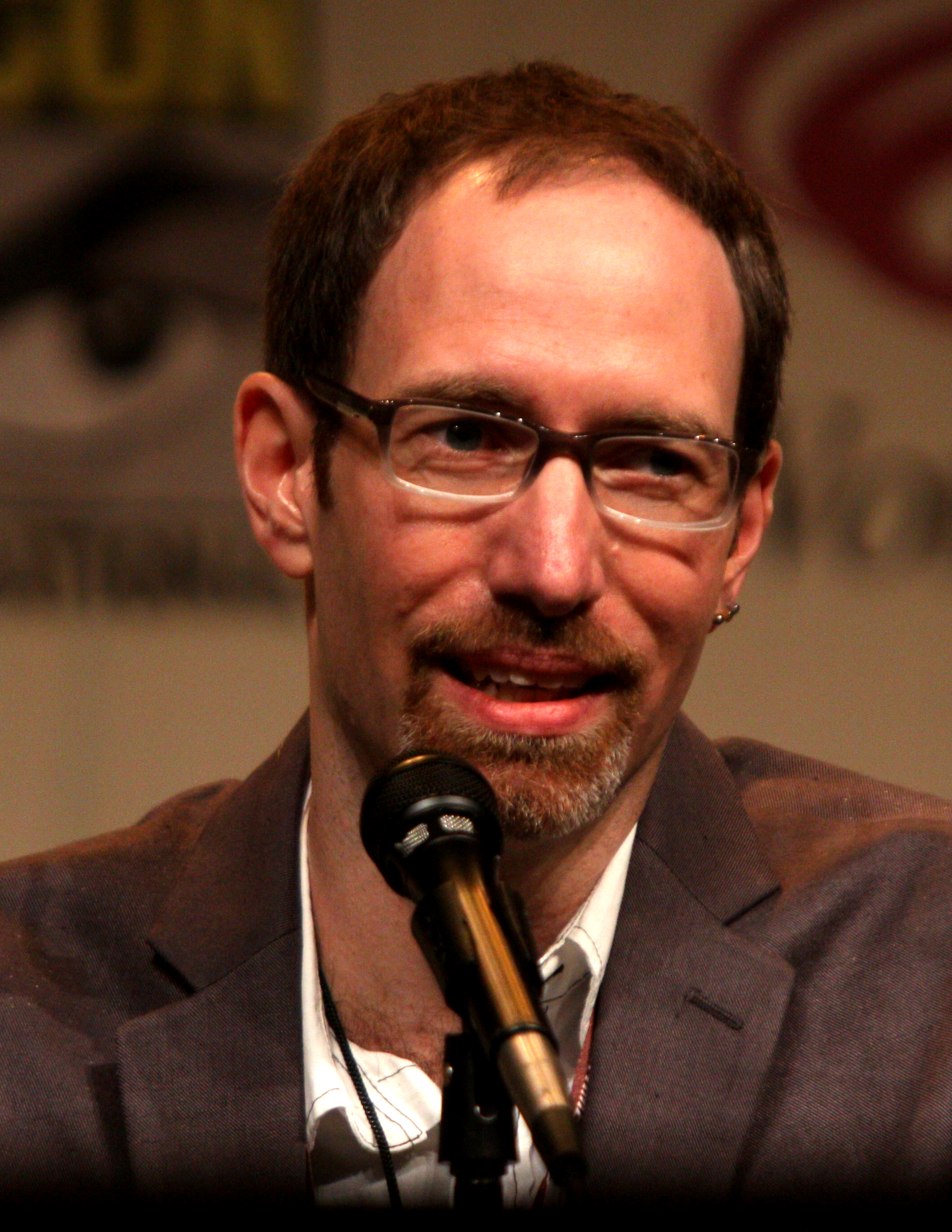
O escritor Joe Kelly.

Quando Eddie Berganza assumiu as funções de editor responsável pelas histórias de Superman, incluindo as publicadas em Action Comics, o personagem vinha passando por baixas vendas, e suas histórias tinham pouca repercussão. Uma nova equipe capitaneada por Jeph Loeb e Joe Kelly tomou para si a responsabilidade de "revitalizar" o personagem. À época o personagem protagonizava quatro diferentes revistas, e elas passaram a ter roteiristas e desenhistas que passariam a trabalhar de forma levemente independente, com histórias individuais, sem a necessidade de se adquirir todas as edições de todas as revistas mensalmente, permitindo aos leitores escolher qual das publicações acompanhar.
Loeb se tornou o roteirista de Superman, com arte de Mike McKone, Ed McGuinness e Cam Smith, Kelly assumiu Action Comics ao lado dos artistas Kano e Marlo Alquiza, Adventures of Superman passou a ser escrita por J.M. Dematteis e desenhada por Mike Miller and Jose Marazan, e Superman: The Man of Steel ganhou os artistas Doug Mahnke e Tom Nguyen, com Mark Schultz permanecendo nos roteiros.
A partir de outubro de 1999 a nova equipe começou a promover em suas tramas nas diferentes revistas questionamentos acerca das várias facetas que definiam Superman. Segundo definiria Marcus Medeiros, do site brasileiro Omelete, "o objetivo dos roteiristas era evoluir as bases estabelecidas por John Byrne e seus seguidores para conseguir um Super-Homem mais humano - conseqüência de sua criação por Jonathan e Martha Kent - ao mesmo tempo em que resgatariam a magia e a grandeza perdida da Era de Prata dos super-heróis". Dentre os elementos que retornariam à mitologia moderna do personagem estava a presença de Krypto, o Super-cão e o design de Krypton, planeta natal de Superman.

### A despedida de Joe Kelly deAction Comics

Arte da capa de Superman #154, a primeira edição ilustrada por Ed McGuinness. Publicada em janeiro de 2000 após o especial Superman: Y2K, retrata dois dos elementos característicos das histórias publicadas entre 1999 e 2003: Desenhos com um traço cartunesco que polarizou os leitores e a crítica, e o visual futurista da cidade de Metrópolis.

A proposta para Action Comics era que Kelly elaborasse histórias team-up, focadas na ação mas mostrando Superman sendo confrontado por diferentes personagens, enquanto Loeb abordaria Superman e seu relacionamento com os personagens "básicos": Lex Luthor e as pessoas do Planeta Diário, reaberto logo na primeira história, em Superman #151. Durante o período, Kelly contribuiria com várias histórias significativas para a revista. Sozinho, escreveria What's so Funny about Truth, Justice & the American Way? em Action Comics #775, e A Hero's Journey em Action Comics #800, e estas seriam consideradas duas das melhores histórias já escritas com o personagem.
Em 2003, Berganza já começaria a perceber o desgaste na abordagem utilizada pela equipe desde 1999. Com o auxílio do editor-chefe da DC Comics, Dan DiDio, Berganza começaria contratar uma série de roteiristas e desenhistas para que participassem do projeto que estava elaborando para Superman a partir de 2004. Ele via como parte de suas atribuições decidir a direção que as revistas tomariam e quem eram os profissionais melhor habilitados para alcançar esse objetivo e, embora acreditasse que a equipe que até então estava trabalhando nas revistas estivesse sendo bem-sucedida e já tivessem contribuído significativamente para a história continuada do personagem, ele queria promover uma nova mudança, similar a que havia feito em 1999, e novamente alterar a percepção dos leitores acerca de toda a linha de publicações.
[Uma história de] Superman se refere ao espírito humano e, claro, ao 'american way'. Depois de 11 de setembro, ambos receberam um duro golpe. E foi difícil perceber o que Superman deveria ser. Todos ficamos perdidos, talvez até com medo do que fazer depois do que aconteceu, e os fãs sabem quando você fraqueja. Nós precisávamos de um Superman real, e as revistas - e isso era mais óbvio na arte - eram bem afastadas da realidade: Metropólis era uma cidade futuristica vinda do futuro, os vilões eram estranhos e não havia destaque para Clark. — Eddie Berganza, editor, comentando sobre o estado das revistas antes da reformulação de 2004.
Berganza cita os ataques terroristas de 11 de setembro como determinantes para motivá-lo a promover uma nova mudança nas histórias, diminuindo o apelo aos temas fantásticos e buscando histórias que se aproximassem mais da realidade, e isso significava desfazer alguma das mudanças que ele mesmo havia ajudado a promover, como o visual futurista de Metrópolis. É nesse contexto de transição que Walking Midnight foi produzida, com a intenção de ser um "ponto final" nas contribuições de Kelly para a revista, ainda que, conforme discutia com Berganza o encerramento de sua fase à frente dos roteiros da revista, tivesse surgido a oportunidade de auxiliar Michael Turner na produção de Godfall, uma trama que representaria a transição para a nova fase que começaria em 2004 e que acabaria sendo publicada pouco tempo após Acton Comics #810.

## Enredo
Superman voa pelo planeta trazendo sua esposa Lois Lane em seus braços. Ele tem um plano: visitar vinte e quatro fusos horários diferentes no horário da meia-noite, presenciar o Ano Novo acontecendo repetidas vezes, e, no ínterim, atender à diferentes pessoas que haviam lhe encaminhando algumas cartas pedindo ajuda. Ele mostra as cartas para Lois, e pede que ele não as bagunce, pois estariam "organizadas por fuso horário". Logo em seguida, Lois lê uma das cartas, e é mostrada a "missão" de Superman naquele local: para Ittoqqortoormiit, na Groelândia (GMT -1), ele leva uma ambulância completamente equipada para atender a uma moça em trabalho de parto, que, apesar das complicações de sua gravidez, estava se recusando a sair da cidade, pois pretendia trazer seu filho ao mundo na mesma casa em que gerações de sua família haviam nascido.

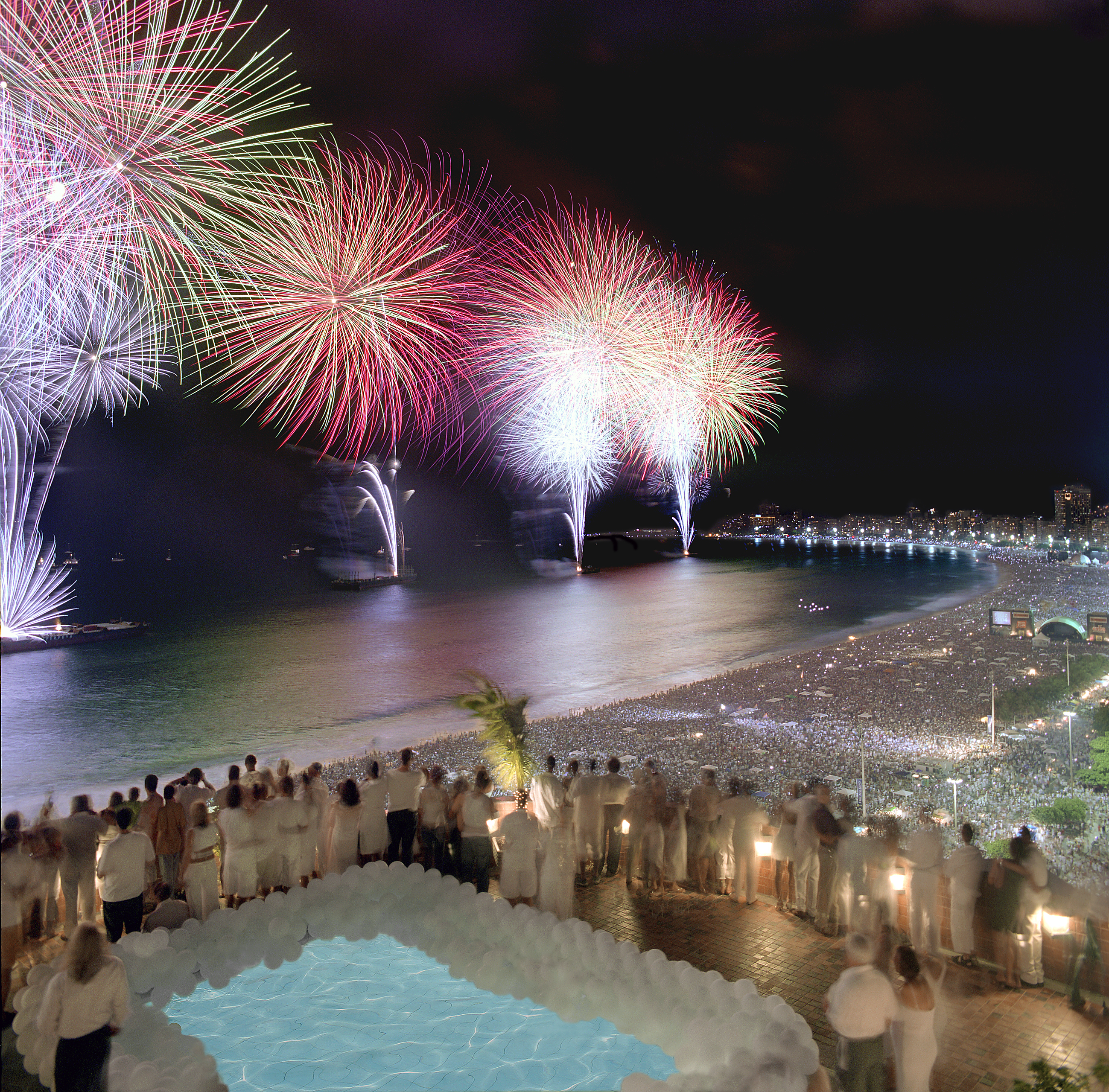
Superman visita a cidade do Rio Janeiro durante as comemorações de Ano Novo, e ajuda um casal a assistir a queima de fogos de artifício na praia de Copacabana.

A próxima carta viria do Rio de Janeiro (GMT -3). Faltando momentos para a queima dos fogos em Copacabana, Superman busca Isabela, uma moça que recentemente havia perdido toda a família em um acidente de carro e ficado manca, e a leva para o Cristo Redentor, onde não apenas ela teria uma vista privilegiada da festa, mas também lhe esperava seu namorado, que tão logo ela viesse ao solo, ficaria de joelhos para lhe pedir em casamento.
Quando Lois lhe pergunta porque não havia nenhuma carta cujo fuso horário correspondesse ao leste dos Estados Unidos, ela responderia que quando fosse meia-noite em Metrópolis, o horário estaria reservado para ela. Uma carta originada de Sydney, na Austrália (UTC+8), trazia um pedido de socorro de um rapaz, que contemplava o suicídio e se via desesperançoso, por ser incapaz de transmitir a seriedade de seu desespero para as outras pessoas. Outra carta, no fuso horário seguinte (UTC+9), viria de um orfanato japonês, na cidade de Morioka. Superman atenderia ao convite das crianças, e participaria da festa, brincando co os garotos e levando-os para voar até a proximidade da meia-noite, quando usaria seus poderes para disparar fogos de artíficio.
Num país arábico não identificado, Superman visita um soldado americano, e lhe lembra do valor de seu trabalho em tentar trazer a democracia para aquela região. Em Toirano, na Itália (UTC+1), Superman visita um homem que, apesar de seus 99 anos, nunca o havia visto de perto, e ansiava conhecer o herói antes de falecer.
Uma carta apenas não trazia nenhum pedido: um neonazista afirmava estar planejando um ataque terrorista na China. Embora o homem consiga explodir uma bomba, seu atentado não é bem-sucedido, e Superman consegue não apenas resgatar todas as pessoas em tempo, como também o apreende. Em sua conclusão, a história mostraria Superman e sua esposa em casa, dormindo. Ele acordaria na manhã do primeiro dia do ano, e logo partiria para enfrentar o primeiro vilão do ano: o "Doutor Espectro", que é facilmente derrotado.
Apenas um único outro momento não se passava no Ano Novo: uma visita de Clark e Lois aos pais dele, em Smallville. Enquanto Clark divide uma bebida quente com o pai, sua mãe explica pra Lois o valor das tradições, e como a família havia influenciado Superman/Clark Kent a ser uma pessoa melhor:
| “ | O trabalho de caridade começou antes dele virar Superman e das cartas começarem, Lois. Ele aprendeu com o pai. (...) Todo dia, Jonathan percorria a casa toda à meia-noite. Mesmo se pegasse no sono às oito, era só bater a meia-noite que ele escapulia da cama, conferia as janelas, dava um afago em Shelby e dava uma espiada no quarto de Clark. Ele chamava isso de giro da meia-noite. Quando voltava pra cama e eu perguntava se o mundo continuava em ordem, ele ria baixo... 'Foi só pra ter certeza de que Clark tá tendo bons sonhos'. E Clark tem seu giro da meia-noite... Só que numa casa bem maior. | ” |

## Publicação e repercussão
Action Comics #810 foi publicada em 3 de dezembro de 2013 - curiosamente, uma semana antes de Adventures of Superman #623, que trazia uma história de Joe Casey situada na época do Natal, um evento cronologicamente anterior ao Ano Novo no calendário - e era aguardada com entusiasmo pela crítica e público, por representar o "fim de uma era" iniciada em 1999. Para o jornalista Julian Darius, do site americano "Sequart", dedicado a estudos acadêmicos de histórias em quadrinhos, a saída de Kelly e dos demais autores da revista parecia um marco até mais significativo do que a própria entrada deles anos antes. A popularidade do personagem havia novamente caído à níveis preocupantes, e o investimento anunciado para a editora para 2004, com Jim Lee anunciado como desenhista de uma das publicações, parecia algo muito maior do que o que fora feito em 1999. Segundo estimativas da Diamond Comic Distributors, empresa responsável pela distribuição de revistas em quadrinhos nos Estados Unidos, a revista venderia apenas cerca de 29 500 exemplares quando do seu lançamento - cerca de 25% a menos do que Kelly teria alcançado quando assumiu a revista: Action Comics #760 havia vendido aproximadamente 40 mil exemplares em 1999.
Apesar da baixa repercussão junto ao público, a história seria bem recebida pela crítica. Marcus Vinícius de Medeiros, do site brasileiro Omelete, comentaria: "Convém dizer que a idéia não é original nem respeita a cronologia estabelecida. Nada mais é do que uma renovação das tradicionais histórias do Correio de Metrópolis, redigidas por Dan Jurgens, com o Natal sendo trocado pelo Reveillon. Mas o texto de Kelly não deixa de emocionar. Acompanhamos o Super-Homem ajudando a realizar um parto em Ittoqqortoormit, na Groenlândia, levar alegria e proporcionar uma declaração de amor no Rio de Janeiro e a voar com crianças em Marioka, no Japão. Deixando a narrativa mais pesada, temos um criminoso neonazista, um doente terminal e uma instalação dos fuzileiros navais que enfrenta a revolta do povo ao tentar construir uma nação. A história é mais uma amostra de que Último Filho de Krypton continua cumprindo sua função original de ser uma resposta aos anseios e aspirações da humanidade, a realização de nossos sonhos".
Aproveitando a resenha da história para avaliar em retrospecto o período pelo qual Kelly respondeu pelos roteiros de Action Comics, Marcus Medeiros avaliaria o trabalho do autor de forma bastante positiva, afirmando que ele havia cumprido "a tarefa que é considerada uma das mais difíceis no mundo dos quadrinhos: narrar as aventuras contínuas do primeiro e maior super-herói mostrando mais do que apenas cenas de lutas e situações cotidianas". Neal Bailey, do site americano "Superman Homepage", também avaliaria a passagem de Kelly pela revista, afirmando que o autor havia conseguido uma façanha bastante contraditória: alternar momentos em que escreveria algumas das melhores histórias em quadrinhos já produzidas com Superman com um dos trabalhos regulares mais medíocres a ser realizado com o personagem. Tramas como What's so Funny about Truth, Justice & the American Way? e A Hero's Journey entrariam para a história como "clássicos" indiscutíveis do personagem, mas ainda que Walking Midnight aproximasse do brilhantismo destas histórias, também apresenta os defeitos característicos dos trabalhos mais medíocres de Kelly, na visão de Bailey: a continuidade fraca, a presença de vilões inexpressivos, e algo que, no final, sempre parecia uma "história de grande potencial, mas executada de forma ruim".